# Евротас (1885)
Канонерський човен «Евротас» — корабель грецького флоту, що брав участь у Греко-турецькій війні 1897 року, Балканських війнах.

## Корабель
Канонерський човен було побудовано на верфі Блекволл, Англія. У грецьких джерелах зазвичай іменується паровим барком (грец. Ατμομυοδρόμων). Отримав ім'я «Евротас», на честь відповідної річки. Іншими кораблями даного типу були «Ахелоос», «Алфіос» і «Пініос».
Через назви  4 канонерок цього типу на честь річок, на грецькому флоті за ними закріпилося ім'я «ескадра річок» (грец. Μοίρα ποταμών) або просто «річки» (грец. Ποταμοί), і під цим іменем вони згадуються у грецьких джерелах. З усіх 4-х "річок" «Евротас» мав кращі морехідні якості і зазвичай використовувався в якості флагмана навчальної ескадри.

## Участь у греко-турецькій війні 1897 року
Корабель взяв участь у короткочасній і «дивній» греко-турецькій війні 1897 року, під командуванням капітана П. Апостолідіса.

## Балканські війни
Вже не нова, канонерка  була включена до складу другорядної західної «Іонічної флотилії». 5  листопада 1912 року грецька армія почала звільнення міста Хімара. Уродженець міста, майор жандармерії С. Спіроміліос, «македономах» (борець за возз'єднання Македонії з Грецією), відомий в Македонії під ім'ям капітан «Буас», на чолі загону 200 критських добровольців, місцевих жителів, а також маленької десантної групи в 17 моряків висадився вранці в бухті Спіліа. Після нетривалої сутички з османсько-албанськими силами десант звільнив Хімару до вечора того ж дня. Пізніше десант був посилений ротою піхоти і зберіг контроль над містом до закінчення війни.
Операція з висадки цього десанту була підтримана групою кораблів Іонічної ескадри, що складалася з 3 «парових барків» - «Евротас», «Ахелоос» і «Пініос». Впродовж  перебування грецьких частин в Хімарі кораблі надавали підтримку армії і забезпечували безпеку грецького населення міста.
22 листопада 3 «парових барка» за наказом міністра Н. Стратоса провели операцію бойової розвідки в затоці міста Авлона, з метою з'ясування наявності там ворожих частин, перед  прийняттям остаточного рішення по операції з його захоплення. З цією метою був висаджений маленький десант в 10 моряків на острові Сазані. Албанці в Авлоні були попереджені, що якщо буде зроблена якась акція проти моряків на острові, місто буде обстріляно. Гарнізон Сазані залишався на острові до кінця війни.
Ці попередні дії грецького флоту в затоці Авлони викликали різку реакцію в Австро-Угорщині та Італії, в результаті чого план захоплення Авлони був залишений і було прийнято рішення провести операцію висадки у місті Саранда. 24 листопада у місті висадився 1-й піхотний полк, при вогневій  підтримці «Евротаса», «Ахелооса» і «Пініоса», «при невимовному ентузіазмі місцевого населення», як писав у своєму рапорті командувач групою «парових барків», капітан К. Георгантас. План штабу передбачав швидке просування полку до міста Делвіна, щоб атакувати з тилу (півночі) османські сили, що обороняли «Фортецю Яніни». Полк виступив лише 28 листопада, що дало можливість значним османсько-албанським силам зупинити його. Зустрівши несподіваний потужний опір, полк не зміг його подолати і  повернувшись до узбережжя, загрузився на пароплави, які його очікували і під захистом групи «парових барків» був доставлений на острів Керкіра, а потім в Превезу.
У лютому 1913 року, перед остаточною фазою битви за Яніну, командувач армією наслідний принц Костянтин зажадав більш тісної блокади албанського узбережжя, через яке мала турецька армія. Після грецьких перемог над турецьким флотом у битві біля Еллі і битві біля Лемноса грецький флот міг дозволити собі перекидання на Іонічне море старого броненосця «Псара». До складу флотилії, крім 4-х «річок», що знаходилися в Іонічному морі з початку війни увійшли також есмінці «Аетос», «Логхі», «Аспіс» і захоплений у турків міноносець «Нікополіс». Ескадрі були додані також 4 мобілізованих пасажирських пароплави, серед яких були океанські лайнери «Афіна» і «Фемістокл». Командування ескадрою прийняв капітан Андреас Міауліс-молодший. На флагманський броненосець «Псара» був відряджений з міністерством закордонних справ службовець, для вирішення питань, які могли виникнути як з новою державою Албанія, так і з Австро-Угорщиною та Італією.
Блокаді було піддане все узбережжя Епіру та Албанії, від Превеза до Авлона, а потім і до Діррахія. Зона блокади була розділена на 4 сектори: Діррахій — Авлона, Авлона — північний мис острова Керкіра, протока між Керкірою і Епіром, південний мис Керкіри — Превеза. Контроль перших 2-х віддалених секторів був доручений есмінцями, які мали радіостанції, і пасажирським лайнерам. Контроль двох останніх, внутрішніх, секторів взяли на себе «річки», «Нікополіс» і малі мобілізовані судна.
Флагман «Псара» направився в Авлона, де командувач ескадрою зустрівся з новою албанською владою, якій пояснив свою задачу. 18 лютого ескадра здійснила операцію удаваної вмсадки в Агіа Саранта, щоб відволікти  османські сили з Яніни. Операція повторилась 19 лютого, в день, коли розпочалась вирішальна атака армії проти «фортеці Яніни». 21 лютого турецький гарнізон Яніни здався грецькій армії.

## Перша світова війна
В жовтні 1916 року всі 4 «річки» були конфісковані Антантою через початковий нейтралітет Греції і утримувалися французами.
Після вступу Греції у війну в линпні 1917 року кораблі були повернені флоту Греції, але «Евротас» одразу вивели з його складу. 

## Наступники
- Евротас (тральщик), колишнє британське китобійне судно. Увійшов до складу флоту в 1943 році.
- Евротас (судно забезпечення) торпедного флоту. Колишній німецький TF 106, увійшов до складу флоту в 1991 році.